# Zwitserland op de Olympische Winterspelen 1952
Tijdens de Olympische Winterspelen van 1952, die in Oslo (Noorwegen) werden gehouden, nam Zwitserland voor de zesde keer deel.

## Medailleoverzicht
| Sport     | Olympiër                                                      | Discipline    | Medaille |
| --------- | ------------------------------------------------------------- | ------------- | -------- |
| Bobsleeën | Fritz Feierabend Stephan Waser                                | 2-mansbob (m) | Brons    |
| Bobsleeën | Fritz Feierabend Albert Madörin André Filippini Stephan Waser | 4-mansbob (m) | Brons    |

## Deelnemers en resultaten

### Alpineskiën
| Olympiër          | Discipline       | Resultaat | Prestatie                              |
| ----------------- | ---------------- | --------- | -------------------------------------- |
| Franz Bumann      | slalom (m)       | 10e       | 2.04,8 (+4,8) 1.02,7+1.02,1            |
| Fernand Grosjean  | reuzenslalom (m) | 11e       | 2.33,8 (+8,8)                          |
| Bernhard Perren   | afdaling (m)     | 26e       | 2.46,1 (+15,3)                         |
| Bernhard Perren   | reuzenslalom (m) | 8e        | 2.33,1 (+8,1)                          |
| Bernhard Perren   | slalom (m)       | 21e       | 2.10,1 (+10,1) 1.03,4+1.06,7           |
| Gottlieb Perren   | afdaling (m)     | 10e       | 2.37,1 (+6,3)                          |
| Fredy Rubi        | afdaling (m)     | 4e        | 2.32,5 (+1,7)                          |
| Fredy Rubi        | reuzenslalom (m) | 12e       | 2.34,0 (+9,0)                          |
| Fredy Rubi        | slalom (m)       | 7e        | 2.03,3 (+3,3) 1.03,6+59,7              |
| Georges Schneider | afdaling (m)     | 9e        | 2.37,0 (+6,2)                          |
| Georges Schneider | reuzenslalom (m) | 5e        | 2.31,2 (+6,2)                          |
| Georges Schneider | slalom (m)       | r1: 48e   | 2e run niet startgerechtigd 1.11,5+dns |
|                   |                  |           |                                        |
| Edmée Abetel      | slalom (v)       | 25e       | 2.28,3 (+17,7) 1.13,9+1.14,4           |
| Olivia Ausoni     | slalom (v)       | 10e       | 2.17,0 (+6,4) 1.07,4+1.09,6            |
| Madeleine Berthod | afdaling (v)     | 6e        | 1.50,7 (+3,6)                          |
| Madeleine Berthod | reuzenslalom (v) | dq        | diskwalificatie                        |
| Madeleine Berthod | slalom (v)       | 6e        | 2.14,9 (+4,3) 1.06,7+1.08,2            |
| Silvia Glatthard  | afdaling (v)     | 15e       | 1.54,9 (+7,8)                          |
| Silvia Glatthard  | reuzenslalom (v) | 29e       | 2.23,1 (+16,3)                         |
| Ida Schöpfer      | afdaling (v)     | 10e       | 1.53,0 (+5,9)                          |
| Ida Schöpfer      | reuzenslalom (v) | 16e       | 2.16,6 (+9,8)                          |
| Ida Schöpfer      | slalom (v)       | dq        | diskwalificatie 1.24,3+dq              |
| Idly Walpoth      | afdaling (v)     | 12e       | 1.53,8 (+6,7)                          |
| Idly Walpoth      | reuzenslalom (v) | 25e       | 2.20,8 (+14,0)                         |

### Bobsleeën
| Olympiër                                                      | Discipline                   | Resultaat | Prestatie                                               |
| ------------------------------------------------------------- | ---------------------------- | --------- | ------------------------------------------------------- |
| Fritz Feierabend Stephan Waser                                | 2-mansbob (m) Zwitserland I  | Brons     | 5.27,71 (+3,17) (1.22,13 / 1.22,46 / 1.21,67 / 1.21,45) |
| Felix Endrich Werner Spring                                   | 2-mansbob (m) Zwitserland II | 4e        | 5.29,15 (+4,61) (1.22,14 / 1.22,32 / 1.22,50 / 1.22,19) |
| Fritz Feierabend Albert Madörin André Filippini Stephan Waser | 4-mansbob (m) Zwitserland I  | Brons     | 5.11,70 (+3,86) (1.18,67 / 1.18,08 / 1.17,40 / 1.17,55) |
| Felix Endrich Fritz Stöckli Franz Kapus Werner Spring         | 4-mansbob (m) Zwitserland II | 4e        | 5.13,98 (+6,14) (1.17,75 / 1.19,45 / 1.17,88 / 1.18,90) |

### Kunstrijden
| Olympiër                          | Discipline | Resultaat | Prestatie                 |
| --------------------------------- | ---------- | --------- | ------------------------- |
| François Pache                    | mannen     | 9e        | pc. 92,0; 139,922 punten  |
| Susi Wirz                         | vrouwen    | 15e       | pc. 136,0; 135,578 punten |
| Yolande Jobin                     | vrouwen    | 18e       | pc. 151,0; 132,478 punten |
| Silvia Grandjean Michel Grandjean | paarrijden | 7e        | pc. 53,0; 92,700 punten   |

### Langlaufen
| Olympiër                                                    | Discipline        | Resultaat | Prestatie                                        |
| ----------------------------------------------------------- | ----------------- | --------- | ------------------------------------------------ |
| Alfons Supersaxo                                            | 18 km (m)         | 26e       | 1:09.38 (+8.04)                                  |
| Alfred Kronig                                               | 18 km (m)         | 30e       | 1:10.12 (+8.38)                                  |
| Walter Lötscher                                             | 18 km (m)         | 35e       | 1:10.45 (+9.11)                                  |
| Karl Briker                                                 | 18 km (m)         | 46e       | 1:12.19 (+10.45)                                 |
| Josef Schnyder                                              | 18 km (m)         | 37e       | 1:10.51 (+9.17)                                  |
| Josef Schnyder                                              | 50 km (m)         | 20e       | 4:18.45 (+45.12)                                 |
| Otto Beyeler                                                | 50 km (m)         | 15e       | 4:06.15 (+32.42)                                 |
| Alfred Roch                                                 | 50 km (m)         | 16e       | 4:09.39 (+36.06)                                 |
| Karl Hischier                                               | 50 km (m)         | 17e       | 4:13.46 (+40.13)                                 |
| Fritz Kocher Walter Lötscher Alfred Kronig Alfons Supersaxo | 4x10 km estafette | 9e        | 2:38.00 (+17.44) (40.55 / 39.21 / 39.44 / 38.00) |

### Noordse combinatie
| Olympiër         | Discipline | Resultaat | Prestatie                                                              |
| ---------------- | ---------- | --------- | ---------------------------------------------------------------------- |
| Alfons Supersaxo | mannen     | 10e       | 415,20 punten schans: 201,5 (61,0+60,5+62,5 m) 18 km: 213,70 (1:09.38) |

### Schansspringen
| Olympiër         | Discipline | Resultaat | Prestatie                  |
| ---------------- | ---------- | --------- | -------------------------- |
| Andreas Däscher  | mannen     | 16e       | 200,5 punten (62,0+61,0 m) |
| Hans Däscher     | mannen     | 20e       | 198,5 punten (61,0+60,0 m) |
| Jacques Perreten | mannen     | 23e       | 193,0 punten (61,0+59,0 m) |
| Fritz Schneider  | mannen     | 26e       | 189,5 punten (59,5+59,5 m) |

### IJshockey
| Olympiër | Discipline | Resultaat | Prestatie |
| --- | ---------- | --------- | --- |
| Hans Bänninger Paul Wyss Emil Handschin Emile Golaz Paul Hofer Walter Dürst Hans-Martin Trepp Gebhard Poltera Ulrich Poltera Gian Bazzi Willy Pfister Alfred Streun Bixio Celio Otto Schläper Otto Schubiger François Blank Reto Delnon | mannen     | 5e        | toernooi: 12 - 0 Zwitserland - Finland 6 - 3 Zwitserland - Polen 7 - 2 Zwitserland - Noorwegen 2 - 8 Zwitserland - Verenigde Staten 2 - 11 Zwitserland - Canada 3 - 8 Zwitserland - Tsjecho-Slowakije 2 - 5 Zwitserland - Zweden 6 - 3 Zwitserland - Duitsland |

Argentinië · Australië · België · Bulgarije · Canada · Chili · Denemarken · Duitsland · Finland · Frankrijk · Griekenland · Groot-Brittannië · Hongarije · IJsland · Italië · Japan · Joegoslavië · Libanon · Nederland · Nieuw-Zeeland · Noorwegen · Oostenrijk · Polen · Portugal · Roemenië · Spanje · Tsjecho-Slowakije · Verenigde Staten · Zweden · Zwitserland